# RUSTY HEARTS
《RUSTY HEARTS》是BREAKERZ的第14張單曲，於2013年1月16日由ZAIN RECORDS發售。

## 概要
- 初回盤A是表題曲的宣傳視頻以及Making，初回盤B是「BREAKERZ成員本音対談～heart to heart～“DAIGO×AKIHIDE”“AKIHIDE×SHINPEI”“SHINPEI×DAIGO”」，FC & Musing盤是「TEAM BREAKERZ VALENTINE LIVE 2012 "GO!GO! VALENTINE"」Live影像5曲＋off shot影像收錄DVD。

## 收錄曲
（全作詞：DAIGO）
1. RUSTY HEARTS [4:11]
作曲：DAIGO　編曲：BREAKERZ
2. CHALLENGERZ [3:26]
作曲：SHINPEI　編曲：BREAKERZ
3. 君の声が聴こえる（Acoustic Version） [4:11]
作曲：DAIGO　編曲：飯田匡彦

## 音樂合作
- SEGA在線遊戲「RUSTY HEARTS」主題曲（#1）
- 千葉電視台其他全国23電視台＋Music Japan TV(SKY Ch.269)「MUSIC LAUNCHER」1月度主題曲（#1）
- 朝日電視台系全国放送「Break Out」1月度主題曲（#1）
- 『卡片戰鬥先導者』官方印象、CM歌曲（#2）
- 「ブシモ Presents WRESTLE KINGDOM 7 ～EVOLUTION～ in 東京巨蛋」CM歌曲（#2）
- 「1･4 WRESTLE KINGDOM 7」大会官方歌曲（#2）